# Paracinetidae
Famille
Synonymes
- Loricophryidae
- Luxophryidae

Les Paracinetidae sont une famille de Ciliés de la classe des Kinetofragminophora et de l’ordre des Suctorida.

## Étymologie
Le nom de la famille vient du genre type Paracineta, composé du préfixe para-, « à côté de », et du suffixe ‑acineta, par allusion au genre Acineta Ehrenberg, 1834, genre type de la famille des Acinetidae. Collin en 1911 aurait pu vouloir ainsi définir un genre ressemblant à Acineta mais suffisamment proche pour garder le nom du genre dans le nouveau nom. 

## Description

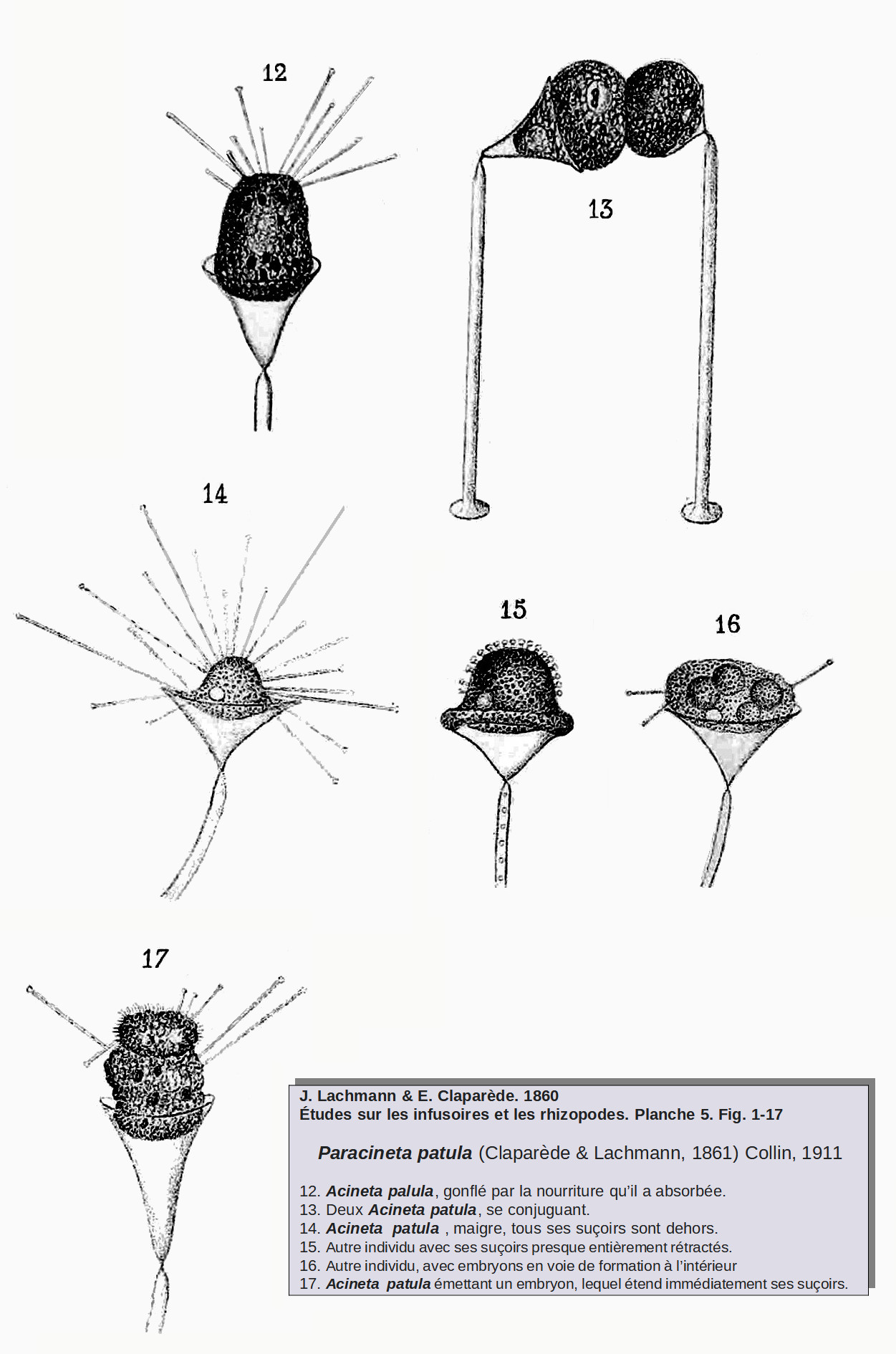
Acineta patula Claparede & Lachmann, 1881 in Clap. & Lach 1860 : Planche 5.

Comme tous les Acenita, Acineta patula (Paracineta patula) possède, à la fois un pédoncule, et une cuirasse. De plus cette espèce a un « corps non adhérent à la coque. Celle-ci a la forme d’une coupe élégante, sur laquelle le corps repose comme un melon sur une assiette à fruit. Suçoirs répartis sur toute la surface libre ».
| Caractère               | Acinetidae Stein, 1859                                                                    | Paracinetidae Jankowski, 1978 |
| ----------------------- | ----------------------------------------------------------------------------------------- | --- |
| Taille                  | Petite à moyenne.                                                                         | Petite à moyenne. |
| Trophonte               | Aplatis latéralement, en forme de trapèze, triangulaire, rarement en forme de disque.     | Sphérique ou en forme de sac, attaché à la base à la lorica sur une longue tige.                                                 |
| Lorica                  | Triangulaire pédonculé. Pédoncule persistant dans certaines formes endosymbiotiques.      | Conique, sans fente ni encoche.                                                                                                  |
| Position dans la lorica | Animal remplissant ou presque la lorica.                                                  | Animal suspendu dans la lorica.                                                                                                  |
| Tentacules              | En deux ou trois rangées ou fasciculés.                                                   | Capités, regroupés apicalement en un seul fascicule ou rangée.                                                                   |
| Essaims                 | Ovoïdes, formés apicalement, avec cinéties somatiques disposées en « U » autour du corps. | Petits, ovoïdes, à cinéties somatiques obliques et longitudinales.                                                               |
| Macronoyau              | Ellipsoïde ou en forme de ruban.                                                          | Sphérique à légèrement ellipsoïde.                                                                                               |
| Micronoyau              | Unique ou multiple.                                                                       | Unique, ellipsoïde, avec membrane attachée au macronoyau.                                                                        |
| Vacuole contractile     | Une ou plusieurs.                                                                         | Une ou plusieurs. |
| Habitat                 | Marin et d'eau douce. Forme libres ou attachées. Rarement endosymbiotique.                | Marins, eau saumâtre, eau douce ou terrestres sur substrat inanimés ou ectosymbiontes sur des plantes ou des animaux aquatiques. |

## Habitat
Acineta patula « habite sur des Floridées (une classe d'algues rouges) et autres algues marines. ».

## Liste des genres
Selon GBIF (21 mai 2023) :
- Actinocyathula Corliss, 1960
- Distarcon Jankowski, 1987 [non listé dans Aescht]
- Loricophrya Matthes, 1956
- Luxophrya Jankowski, 1978

Selon The Taxonomicon (21 mai 2023) :
- Paracineta Collin, 1911
  - Synonymes : Stemacineta, Hallezia.
  - Espèce type : Paracineta patula (Claparède & Lachmann, 1861) Collin, 1911
  - Synonyme : Acineta patula Claparede & Lachmann, 1881

Selon Lynn (2008)  :
- Actinocyathula Corliss, 1960
- Distarcon Jankowski, 1987 [not listed par Aescht]
- Limnoricus Jankowski, 1981
- Loricophrya Matthes, 1956
- Luxophrya Jankowski, 1978
- Nipponarcon Jankowski, 1981
- Paracineta Collin, 1911

## Systématique
Le nom valide de ce taxon est Paracinetidae Jankowksi, 1978.
GBIF (21 mai 2023) classe le genre type Paracineta dans la famille des Acinetidae.